# Hypomma
Hypomma Dahl, 1886 è un genere di ragni appartenente alla famiglia Linyphiidae.

## Distribuzione
Le dieci specie oggi attribuite a questo genere sono state rinvenute in varie località della regione paleartica, negli Stati Uniti, in Nuova Caledonia (endemismo) e sull'isola di Bioko (endemismo). Le specie dall'areale più vasto sono la H. bituberculatum, la H. cornutum e la H. fulvum.
In Italia sono stati reperiti esemplari di H. bituberculatum e H. fulvum in alcune località dell'Italia settentrionale; esemplari di H. cornutum nell'intera penisola.

## Tassonomia
Considerato un sinonimo anteriore di Enidia, Smith, 1908 a seguito di un lavoro dell'aracnologo Denis del 1968.
Non è invece sinonimo anteriore di Kratochviliella Miller, 1938, a seguito di uno studio degli aracnologi Wunderlich e Nicolai del 1984 e contra uno studio di Millidge del 1977.
A dicembre 2011, si compone di 10 specie:
- Hypomma affine Schenkel, 1930 — Russia, Giappone
- Hypomma bituberculatum (Wider, 1834)[4] — Regione paleartica
- Hypomma brevitibiale (Wunderlich, 1980) — Macedonia (Grecia)
- Hypomma clypeatum Roewer, 1942 — Bioko (Sao Tomé e Principe)
- Hypomma coalescera (Kritscher, 1966) — Nuova Caledonia
- Hypomma cornutum (Blackwall, 1833) — Regione paleartica
- Hypomma fulvum (Bösenberg, 1902) — Regione paleartica
- Hypomma marxi (Keyserling, 1886) — USA
- Hypomma nordlandicum Chamberlin & Ivie, 1947 — Alaska
- Hypomma subarcticum Chamberlin & Ivie, 1947 — Alaska

### Sinonimi
- Hypomma mallezi Denis, 1943; questi esemplari, a seguito di un lavoro di Denis nel 1943, quando erano ascritti alla vecchia denominazione Enidia, sono stati riconosciuti in sinonimia con H. fulvum (Bösenberg, 1902)[1].

### Specie trasferite
- Hypomma aemonicum Deltshev, 2005; gli esemplari, rinvenuti in Bulgaria, sono stati trasferiti al genere Walckenaerianus Wunderlich, 1995[1].